# Beitunia
Beitunia ou Bitunya (arabe : بيتونيا) est une ville palestinienne située à environ 3 km à l'ouest de Ramallah et à 14 km au nord de Jérusalem. Beitunia est la troisième plus grande ville par population dans le Gouvernorat de Ramallah et Al-Bireh au centre de la Cisjordanie.
Selon le bureau palestinien des statistiques, Beitunia avait une population de 19 761 en 2007. La ville est située à une altitude de 820 mètres approximativement. Le maire de Beitunia est Rebhi Dawlat actuellement.

## Étymologie
Il y a beaucoup de théories sur l'origine du nom de la ville, il a été dit qu'il vient du mot romain (Beit Anya) qui signifie "la maison de la belle fleur). Une autre théorie suggère qu'elle a été nommée d'après une sainte grecque (Oniya) qui avait habité dans ce site.
Mustafa Dabbagh a dit dans son célèbre livre "Notre pays Palestine" que peut-être le nom de la ville se compose de (Beit - Thonia) qui signifie "la maison d'une personne appelée Thonia.

## Démographie
En 1922, Beitunia avait une population de 948 habitants. Le nombre est passé à 1 490 habitants en 1945. Selon le bureau palestinien des statistiques, Beitunia comptait 9 391 en 1997. 4 746 d'entre eux sont mâles et 4 645 sont femelles. La population de la ville est d'environ 22 000 aujourd'hui.
Le nombre d'habitants de la ville qui ont déménagé pour vivre sur le continent américain est d'environ 15 000, en particulier au Brésil.

## Économie
35 % de la population de la ville vit au-dessous du seuil de pauvreté et souffre de mauvaises situations économiques. 30 % de la population vit avec une situation économique modérée. Le reste est entre bonne et excellente.
Beitunia produit différents types de produits agricoles, comme la figue, le raisin, la pomme, les céréales et l'olive[réf. souhaitée].

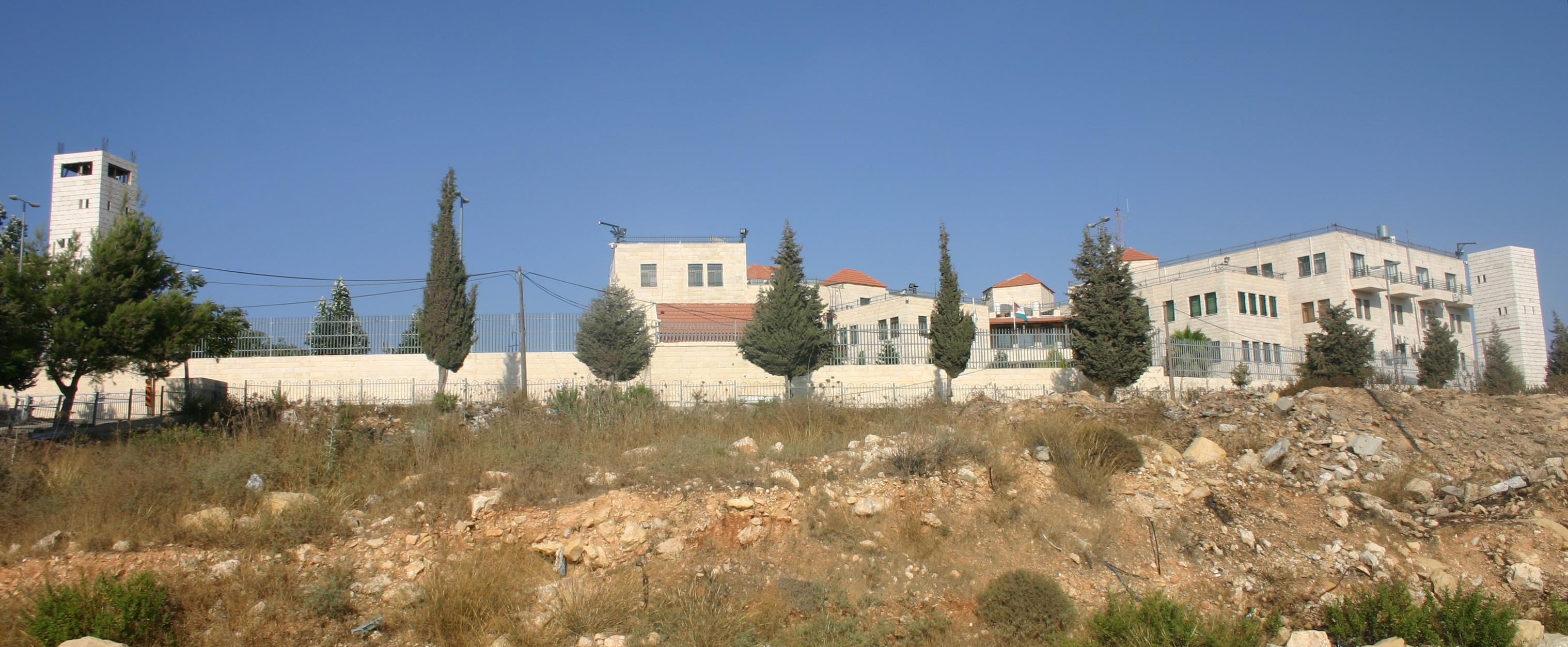
Siège du service de renseignement palestinien (Sécurité préventive)

## Climat
Beitunia a un climat méditerranéen (hivers doux et humides et étés chauds et secs). Les températures sont généralement entre 5 °C - 13 °C à l'hiver et entre 25 °C  - 32 °C à l'été.

## Éducation
La première école dans la ville a été fondée en 1925 et la première école des filles a été fondée en 1937. Il y a six écoles publiques dans Beitunia aujourd'hui, deux écoles de garçons, deux écoles de filles et deux écoles mixtes, en plus d'une école privée,.

## La barrière de séparation
La superficie de Beitunia se compose de 26.174 dunums, dont environ 3.362 dunums ont été classés comme des zones bâties. La barrière de séparation israélienne sépare la zone urbaine d'environ 66 % des terres de la ville, mais la plupart du territoire de coupure est constitué d'espaces forestiers et ouverts.